# Бёбинген-ан-дер-Ремс
Бёбинген-ан-дер-Ремс (нем. Böbingen an der Rems, алем. нем. Bebenge) — коммуна в Германии, в земле Баден-Вюртемберг. 
Подчиняется административному округу Штутгарт. Входит в состав района Восточный Альб.  Население составляет 4614 человек (на 31 декабря 2010 года). Занимает площадь 12,23 км².